# 諾斯蘭鎮區 (明尼蘇達州聖路易斯縣)
諾斯蘭鎮區（英語：Northland Township）是位於美國明尼蘇達州聖路易斯縣的一個行政鎮區。

## 地方資料
諾斯蘭鎮區的面積為91.69平方千米，當中陸地面積為89.98平方千米，而水域面積為1.71平方千米。根據2020年美國人口普查的數據，當地共有人口155人，而人口密度為每平方千米1.69人。